# Casio G'zOne Commando
Casio G'zOne Commando est un smartphone manufacturé par NEC Casio Mobile Communications et est sorti en avril 2011.

## Présentation
NEC Casio Mobile Communications est une coentreprise entre Casio, NEC Corporation et Hitachi.
Ce modèle est prévu à toute épreuve, pour des conditions extrêmes. Il possède une norme qui valide ce smartphone afin d'avoir une utilisation militaire. Il est à ce jour le seul smartphone vérifiant cette fonctionnalité.
Il est pour le moment seulement sorti sur le territoire nord-américain.